# Zadrkovec
 Zadrkovec  falu Horvátországban Zágráb megyében. Közigazgatásilag Szentivánzelinához tartozik.

## Fekvése
Zágrábtól 30 km-re északkeletre, községközpontjától  6 km-re északra, az A4-es autópálya közelében fekszik.

## Története
A települést 1704-ben az egyházi vizitáció említi először „Zaderkovecz” alakban.
A falunak 1857-ben 191,  1910-ben 459 lakosa volt. Trianonig Zágráb vármegye Szentivánzelinai járásához tartozott. 2001-ben 196 lakosa volt.

## Lakosság
| Lakosság változása | Lakosság változása | Lakosság változása | Lakosság változása | Lakosság változása | Lakosság változása | Lakosság változása | Lakosság változása | Lakosság változása | Lakosság változása | Lakosság változása | Lakosság változása | Lakosság változása | Lakosság változása | Lakosság változása |
| ------------------ | ------------------ | ------------------ | ------------------ | ------------------ | ------------------ | ------------------ | ------------------ | ------------------ | ------------------ | ------------------ | ------------------ | ------------------ | ------------------ | ------------------ |
| 1857               | 1869               | 1880               | 1890               | 1900               | 1910               | 1921               | 1931               | 1948               | 1953               | 1961               | 1971               | 1981               | 1991               | 2001               |
| 191                | 226                | 259                | 291                | 386                | 459                | 400                | 449                | 391                | 390                | 367                | 269                | 234                | 223                | 196                |

## Külső hivatkozások
Szentivánzelina község hivatalos oldala